# Kocaali
Ne doit pas être confondu avec Kocaeli.

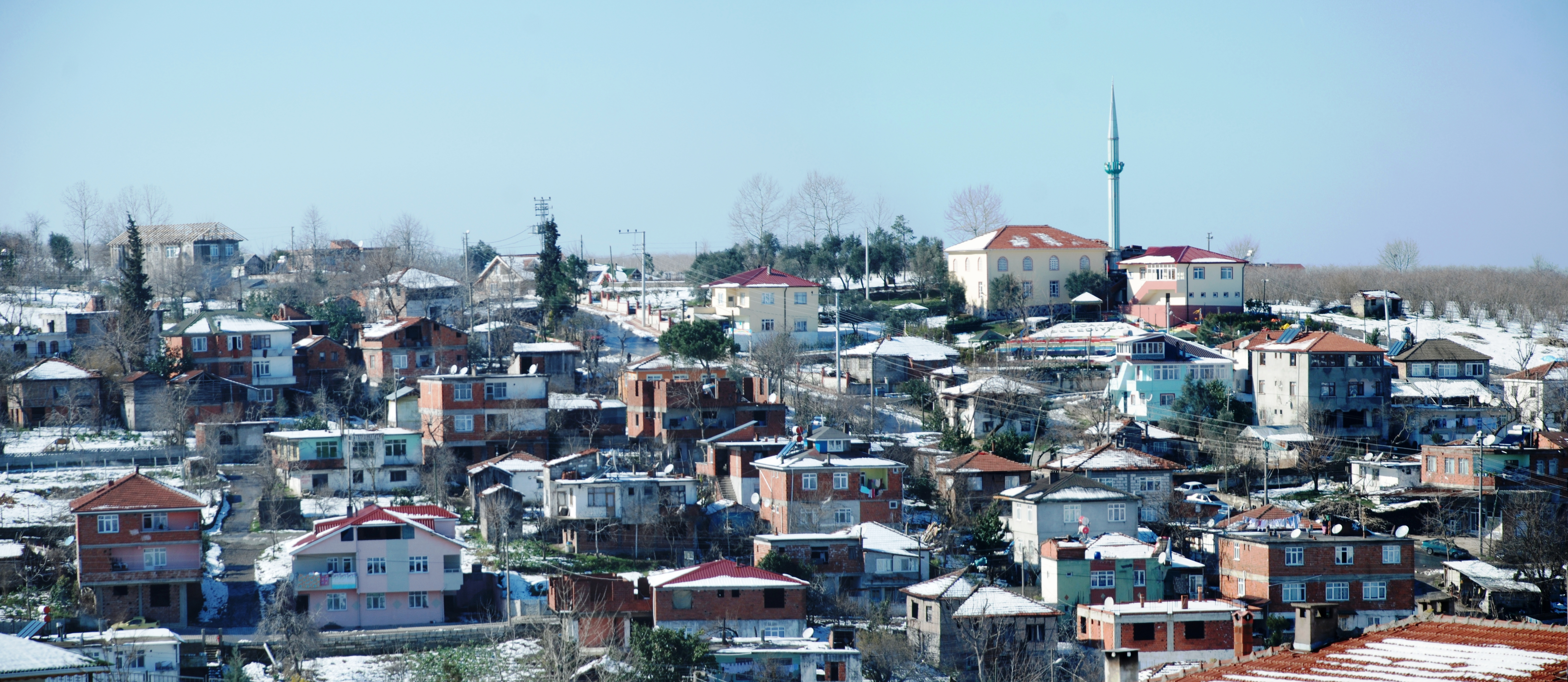
Karşı neighborhood of Kocaali

Kocaali est une ville et un district de la province de Sakarya dans la région de Marmara en Turquie.